# Дом Ф. К. Добровольского
Дом Ф. К. Добровольского — памятник градостроительства и архитектуры в историческом центре Нижнего Новгорода. Построен в 1882 — 1890-е годы. 
Здание является интересным образцом академической эклектики второй половины XIX века.

## История
История домовладения прослеживается с середины XIX века. В 1845 году земельный участок под домом принадлежал подполковнице Юлии Михайловне Мессинг, по прошению которой был разработан проект перестройки главного усадебного дома. На плане проекта был указан существовавший объём дома, тогда — одноэтажный на высоком каменном цокольном этаже, в восемь осей света под вальмовой кровлей. По проекту его предполагалось расширить на три оси света, в одной из которых обустроить входную дверь со скромным крыльцом. Фасад предполагалось украсить небольшим декором. В остальном облик дома не менялся.
Структура городской усадьбы Ю. М. Мессинг была отражена на фиксационном плане Нижнего Новгорода 1848—1853 годов. Крупный объём главного дома, выходивший на красную линию улицы, со стороны двора был оформлен двумя небольшими выступами — крыльями. С левой стороны, вдоль границы с соседней усадьбой, указан небольшой прямоугольный в плане деревянный объём, предположительно, флигель. Также на плане были отмечены хозяйственные постройки. Отличительной чертой домовладения было отсутствие усадебного сада.
В конце 1870-х годов усадьбу выкупил дворянин Фома Карлович Добровольский. 22 мая 1878 года в Строительном столе городской управы для него утвердили проект на постройку жилого дома и каменных служб. Автор проекта не установлен. На чертежах сохранились подписи инженера — архитектор Р. Я. Килевейна, осуществлявшего надзор за строительством. Согласно проекту, предполагалось возведение двухэтажного полукаменного здания в восемь осей света по уличному фасаду с двускатной кровлей. Парадный фасад выделялся боковыми одноосевыми ризалитами, завершёнными прямоугольными аттиками. Первый каменный этаж украшался сплошным рустом. Верхний деревянный этаж предполагалось оштукатурить и украсить богатым лепным декором, чтобы скрыть материал стен и придать дому большую презентабельность. Также по проекту предусматривалось возведение каменных служб в глубине участка.
Построено здание было в 1882—1883 годах. Наиболее ранним документом, описывающим новый дом усадьбы, является чертёж «на пристройку кухни при доме Фомы Карловича Добровольского» от 15 июня 1884 года, выполненный инженером А. Станкевичем. Согласно документу, уже существующий объём здания предполагалось расширить двухэтажной пристройкой кухни. Предположительно, данный проект не был реализован.
Крупные изменения на территории усадьбы произошли с 1884 года, когда её оценка выросла с 3,5 до 8,9 тысяч рублей. В таком виде она и перешла 3 мая 1885 года в собственность известного купца, рыботорговца Василия Кузьмича Маркова. Семья Марковых в этот период владела несколькими зданиями в Нижнем Новгороде: на Малой Покровской, Ильинской и Рождественской улицах, в Вознесенском переулке (сегодня — улица Нижегородская), а также несколькими торговыми лавками в Нижнепосадском гостином дворе.
1 ноября 1889 года Марков перепродал домовладение собственной жене Агнее Николаевне Марковой (урождённой Рябининой). Подобная формальная переуступка прав была типичной для того времени, с целью избежать потери имущества в непредвиденной ситуации. Предполагается, что при А. Н. Марковой дом был существенно перестроен и именно тогда получил современный облик. На фасаде появились кронштейны в виде голов львов, барельефы в простенках между окнами, выполненные из лепной штукатурки. В 1880-е годы дом Марковых представлял собой доходный дом с двумя квартирами по этажам и самостоятельными входами: входы с улицы в квартиры первого и второго этажей располагались в боковых ризалитах. После перестройки здание стало городским особняком, рассчитанным на одну семью. Основной вход стал располагаться в правом ризалите. 
7 августа 1898 года усадьбы была продана Михаилу Егоровичу Магуле, владевшему ей вплоть до революции. В 1918 году домовладение было экспроприировано советскими властями и приспособлено под коммунальные квартиры.     
В дальнейшем облик дома претерпел существенные изменения: к восточному фасаду была сделана пристройка, соединившая здание с соседним домом (была закрыта часть фасада); на южном фасаде устроен балкон, а оконный проём переделан в дверной; в 2004 году устроен вход с западного фасада и заменена крыша входа в подвал; в 2007 году организован дополнительный вход с парадного фасада вместо одного из оконных проёмов.  
В сентябре 2012 года штукатурный декоративный слой дома отслоился от стен и обрушился. Декоративный лепной декор второго этажа был утрачен на 70 %. В том же году авторский коллектив, под руководством С. М. Шумилкина, разработал проект реставрации. Лепной декор был восстановлен по обмерным чертежам и фотографиям. Работы продолжались до 2015 года. В ходе работ парадная бревенчатая стена верхнего этажа была заменёна на железобетонный каркас с заполнением керамическим кирпичом. В 2014 году часть чердака приспособлена под отапливаемую мансарду.
В настоящее время в здании на первом размещаются офис, два магазина и две квартиры; во втором — пять квартир.

## Архитектура
Здание является интересным образцом академической эклектики второй половины XIX века. По мнению С. М. Шумилкина, главное отличие дома — «его нарядность, излишняя декоративность и скульптурность деталей, престижность и торжественность на фоне более скромных по декору соседних зданий на М. Покровской и Ильинской улицах». По словам исследователя, на избыточную декоративность здания, не в последнюю очередь, повлиял особняк С. М. Рукавишникова.